# 横山英太郎
横山 英太郎（よこやま えいたろう、1883年（明治16年）7月31日 - 1966年（昭和41年）6月13日）は、日本の工学者（専攻は電気工学、電気通信）。

## 経歴
福井県坂井郡三国町（現坂井市）生まれ。福井県立福井中学校、第一高等学校を経て、東京帝国大学を卒業。逓信省電気試験所に入所し、鳥潟右一・北村政治郎と世界初の無線電話機を発明した。
1914年（大正3年）12月16日から1916年（大正5年）4月10日まで、鳥羽・神島・答志島間で無線電話の実用試験を行い成功、無線電話の実用化としては世界初の偉業であった。この世界初の実用無線電話の名は開発した3人の頭文字（T：鳥潟 Torigata　Y：横山 Yokoyama　K：北村 Kitamura）からTYK式無線電話と名付けられた。特殊電極と直流を使用する火花式発信器と簡易な鉱石検波器とを組み合わせたもので、イタリア人グリエルモ・マルコーニが1885年（明治28年）に電波式無線電信を発明して以来世界中の通信研究者がこぞって無線電話の実現に努力していただけに、TYK式無線電話の実用化は世界の通信界を驚愕させた。ただ、TYK式無線電話は、デンマークのヴォルデマール・ポールセンが発明したアーク放電を利用した無線電話器であったため、連続放電に難があった。苦労して電話に使用できる連続放電に成功してはいるものの、同時期に真空管の発明があり、真空管による無線周波数の連続発信が開発されていたために、TYK式無線電話は短命に終わっている。
日本無線取締役、国際電気通信常務・同研究所長を経て、1942年（昭和17年）、電波物理研究所長に就任。1916年（大正5年）、学士院賞受賞。1966年（昭和41年）6月13日に82歳で死去。

## 栄典
- 1924年（大正13年）12月15日 - 正五位[2]。

## 家族
妻・千恵は、平岡なつ（三島由紀夫の祖母）の妹である。娘は伊部恭之助の妻。